# Mayer Matalon
Mayer Michael Matalon, OJ, (* 3. März 1922; † 3. Februar 2012) war ein jamaikanischer Unternehmer und Bankmanager.

## Leben
Matalon besuchte das Jamaica College und war nach Abschluss seiner Ausbildung als Direktor verschiedener jamaikanischer Unternehmen tätig. Er wurde am 15. Dezember 1966 Direktor der Bank of Nova Scotia Jamaica, einer Tochtergesellschaft der kanadischen Bank of Nova Scotia, und war die meiste Zeit, die er im Dienst der Bankengruppe arbeitete, stellvertretender Vorsitzender (Deputy Chairman) des Verwaltungsrates (Board of Directors). Nach einer Umstrukturierung wurde er auch stellvertretender Vorsitzender des Verwaltungsrates der neugeschaffenen Scotia Group Jamaica Limited. Er war zudem Vorsitzender des Exekutivkomitees des Verwaltungsrates. Seit September 2006 wird von der Scotiabank Jamaica Foundation ein Stipendium für Studenten der Abteilung Management Studies an der University of the West Indies verliehen, das ihm zu Ehren den Namen Mayer Matalon Undergraduate Scholarship trägt. Er schied am 26. Mai 2011 aus dem Verwaltungsrat der Scotiabank aus.
Matalon war zeitweise Chairman der Jamaica Telephone Company wie auch Vorsitzender der 1962 von der Matalon-Familie gegründeten ICD Group of Companies, deren Wohnungsbaugesellschaft WIHCON seit den 1960er Jahren über Jahrzehnte durch massenweisen Wohnungsbau in Jamaika maßgeblich dazu beitrug, erschwinglichen neuen Wohnraum zu schaffen. Er war von den 1950er bis zu den 2000er Jahren zudem als Berater hochrangiger Politiker tätig, darunter Premierminister bzw. Oppositionsführer Norman und Michael Manley sowie Finanzminister Omar Davies. Matalon war in den 1970ern Chef des Verhandlungsteams, das die für sein Land wichtigen Einnahmen aus den Bauxit-Exporten durch die Neuverhandlung von Verträgen mit den multinationalen Hauptabnehmer-Unternehmen erhöhte.
In Anerkennung seiner Verdienste wurde er mit dem Order of Jamaica ausgezeichnet.
Matalon war verheiratet und Vater von fünf Kindern.
Sein Gesundheitszustand hatte sich schon im September 2010 verschlechtert, als er einen Herzinfarkt erlitt. Er erlitt im Jahr 2011 einen Schlaganfall, nach einem weiteren verstarb er am 3. Februar 2012. Er wurde am 6. Februar, nach einer Trauerzeremonie in der Sha'are Shalom Synagoge, an der u. a. hochrangige Politiker wie Premierministerin Portia Simpson Miller und Omar Davies teilnahmen, auf dem jüdischen Friedhof an der Orange Street in Kingston beigesetzt.